# 黑麂
黑麂(学名：Muntiacus crinifrons)又名红头麂、青麂、红头青麂、蓬头麂，是哺乳纲偶蹄目鹿科的一种动物。为中国国家一级保护动物。

## 特征
黑麂为麂类中体型较大的种类，体长约1.2米；额部有毛簇；雄性有短角，其基部通常分一小叉，上犬齿较雌性发达；雌性不长角。体毛呈黑褐色，腹部及鼠蹊部为白色，尾背黑色，尾下白色。

## 分布
分布范围包括中国的安徽、江西、福建、浙江等。分布海拔1200米以下，常绿阔叶林和针阔叶混合林。

## 保护
常绿阔叶林等的原生地带的破坏，造成了黑麂栖息地丧失和破碎化, 是黑麂面临的主要威胁之一。